# Chiry-Ourscamps
Chiry-Ourscamps – miejscowość i gmina we Francji, w regionie Hauts-de-France, w departamencie Oise.
Według danych na rok 1990 gminę zamieszkiwało 1099 osób, a gęstość zaludnienia wynosiła 83 osoby/km² (wśród 2293 gmin Pikardii Chiry-Ourscamps plasuje się na 262. miejscu pod względem liczby ludności, natomiast pod względem powierzchni na miejscu 261.).